# Jo Gisekin

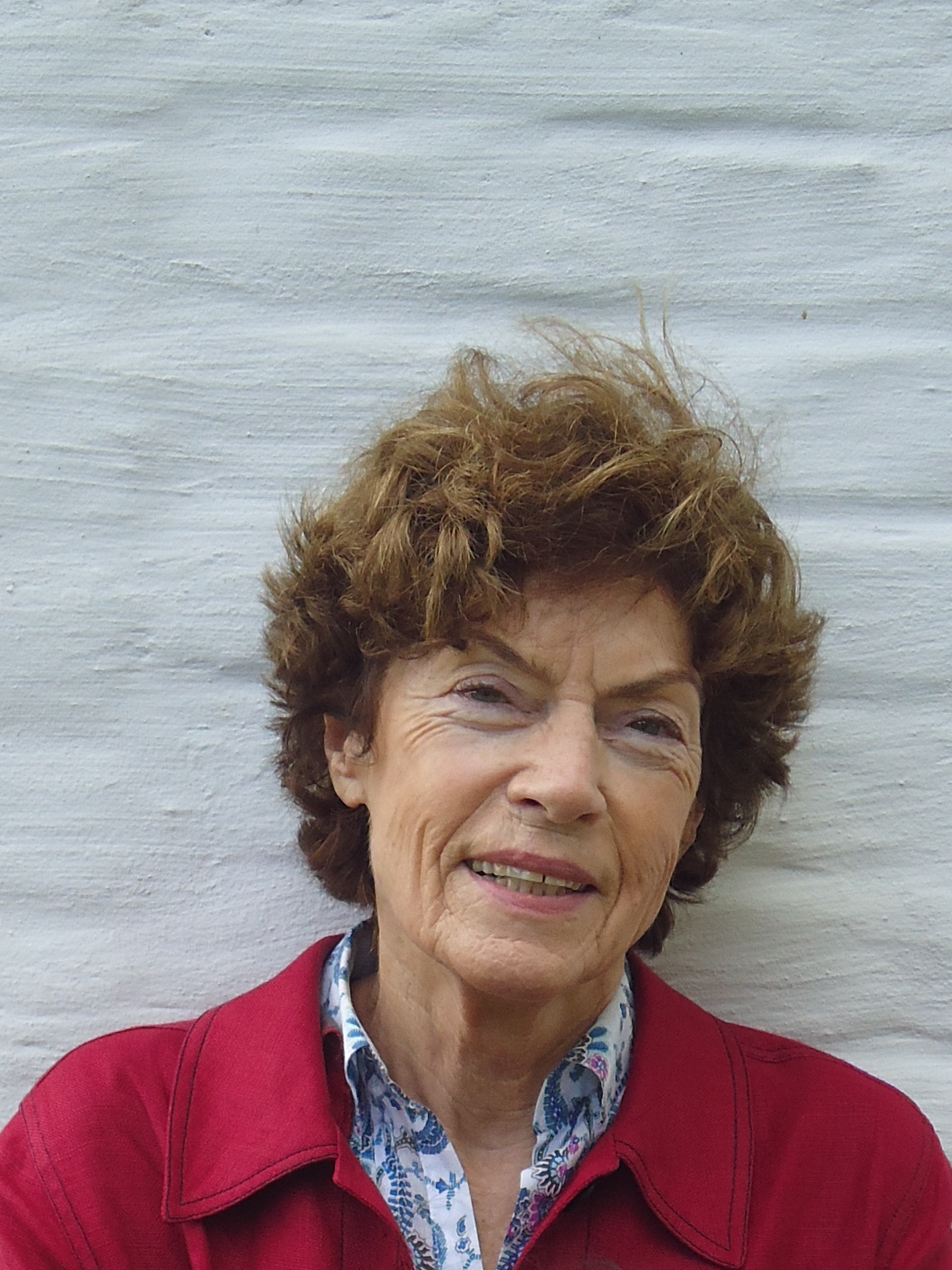
Portret van de Vlaamse dichteres Jo Gisekin

Jo Gisekin (Gent, 14 mei 1942) is het pseudoniem van Leentje Vandemeulebroecke, Vlaamse dichteres en kleindochter van Stijn Streuvels.

## Levensloop
Jo Gisekin groeide op in Machelen aan de Leie. Na de humaniora aan het Onze-Lieve-Vrouw-ten-Doorn-instituut te Eeklo studeerde zij Moderne communicatiemedia (pers, radio, televisie) aan de Katholieke Vlaamse Hogeschool voor Vrouwen (thans Thomas More Hogeschool) te Antwerpen en een jaar Franse taal en cultuur aan de Sorbonne in Parijs. Daarna werkte ze vier jaar op de redactie van uitgeverij Desclée de Brouwer te Brugge. Na haar huwelijk met Ludo Simons in 1970 verhuisde ze naar Antwerpen. Het echtpaar heeft drie kinderen.

## Gedichten
Jo Gisekin is in de eerste plaats bekend om haar dichtwerk, dat onder andere de volgende bundels omvat:
- Een dode speelgoedvogel (Brugge: Desclée De Brouwer, 1969; tweede druk 1971), Poëzieprijs 1972 van de Provincie Antwerpen
- Klein huisboek (Brugge: Orion, 1975; tweede druk Beveren-Waas, Orbis en Orion, 1982; eervolle vermelding in de Blanka Gyselenprijs 1974)
- Ach, hoe sereen en listig de narcissen in april (Brugge: Orion, 1977)
- Bruidssluier (Oostakker: De Prentenier, 1983)
- Als in een zwijgend laken. Gedichten over liefde (Tielt: Lannoo, 1984, tweede druk 1985; Poëzieprijs 1985 van de Provincie Antwerpen)
- De tuin van Cathérine (Tielt: Lannoo, 1992; Gerard Michielsprijs 1995)
- Quatre-mains, met tekeningen van Karel Roelants (Wommelgem: Den Gulden Engel, 1987; genomineerd voor de prijs van de Vlaamse Poëziedagen 1988)
- Dubbelfuga. Van leven, liefde en lijden, met tekeningen van Karel Roelants (Tielt: Lannoo, 2000)
- Geur van veel intiems (Leiden: Kopwit, 2003)
- Dooitijd (Gent: Poëziecentrum, 2012; derde druk 2013)
- De luwte van het geheugen (Gent: Poëziecentrum, 2021)
- Klein Schildersboek. Dertien Leiegedichten (Deinze: Museum van Deinze en de Leiestreek, 2022)

In haar gedichten laat Jo Gisekin zich vaak inspireren door andere kunstvormen. Zo bestaan Annabel (Antwerpen: Contramine, 1986) en Alja (Antwerpen: De Loze Vink, 1994), uit gedichten bij textielwerk van Liev Beuten. De witte pauw – Le paon blanc (Gent: Poëziecentrum, 2014), is een bundel gedichten bij foto's van Annouk Westerling (met Franse vertalingen door Frans de Haes). De cyclus Kapel te Machelen aan de Leie, die gedichten bevat bij wandschilderingen van Roger Raveel, werd driemaal uitgegeven: in de bundel Niet te stelpen licht (redactie Rudolf van de Perre; Leuven: Davidsfonds, 1996), in het album De Religie van het Leven. De kapel van Roger Raveel te Machelen aan de Leie (redactie Ludo Simons; Antwerpen: De Loze Vink, 1997), en Een spiegel op uitkijk. Gedichten bij werk van Roger Raveel (Gent: Poëziecentrum, 2017). Deze laatste bundel bevat ook nog acht andere door Raveel geïnspireerde gedichten.
Er zijn twee bloemlezingen verschenen met uitsluitend gedichten van haar hand: Kweeperen in cognac (Tielt: Lannoo, 1996) en Het eiland van elkaar, samengesteld en ingeleid door Jooris van Hulle (Leuven: Uitgeverij P, 2006). Werk van haar is verder opgenomen in een dozijn bloemlezingen met werk van verschillende auteurs.
Gedichten van Jo Gisekin zijn getoonzet door verschillende componisten. Vic Nees componeerde, naast zijn Gisekin-triptiek (1982) zes van haar gedichten. Wilfried Westerlinck schreef een Gisekin-Rhapsodie en Ernest van der Eyken componeerde onder andere zeven gedichten uit De tuin van Cathérine. Lucien Posman componeerde in opdracht van het Krocus Trio Drie Gisekin liederen voor sopraan, mezzosopraan en piano (2017, cd bij Le chant de linos, 2018).
In de essaybundel Zo, denk ik, wordt liefde weer nieuw, samengesteld en ingeleid door Cas Goossens (Leuven: Uitgeverij P, 2008) reflecteren dertig auteurs op haar werk aan de hand van één kenmerkend gedicht.

## Andere werken
Jo Gisekin heeft jeugd- en kinderboeken vertaald uit het Frans en uit het Engels (alle uitgegeven bij Desclée De Brouwer). Uit het Frans vertaalde zij ook Fijnproeven in België. Dertig selecte restaurants van Léo Moulin en Léon Léonard (Antwerpen: Esco Books,1979), Het evangelie volgens Ravenna van André Frossard (Brussel: Elsevier, 1985) en een gids voor De koninklijke serres te Laken (Brussel: Koninklijke Schenking, 1981).
Voor de televisiefilm Koningin Fabiola, dertig jaar aandacht (1990) schreef zij de tekst en het scenario.
Zij bezorgde de omspelling van de vier delen van het Volledig werk van Stijn Streuvels (4 delen; Brugge: Orion, 1971–1973) en van diens nagelaten dagboekfragmenten Nulla dies sine linea (Zandhoven: Diamantpers, 1989) en publiceerde zelf Streuvels’ onuitgegeven tekst Hoe ik Brugge gezien en beleefd heb (VWS-Cahiers, 1971).